# Dactylina
Dactylina is een monotypisch geslacht van korstmossen dat behoort tot de orde Lecanorales van de ascomyceten. De typesoort is Dactylina arctica, hetgeen ook de enige soort is in dit geslacht.